# NGC 7330
NGC 7330 ist eine elliptische Galaxie vom Hubble-Typ E im Sternbild Eidechse am Nordsternhimmel. Sie ist schätzungsweise 247 Millionen Lichtjahre von der Milchstraße entfernt.
Das Objekt wurde am 26. Juli 1870 von Edouard Stephan entdeckt.